# Bis an die Grenze (2020)
Bis an die Grenze (Originaltitel: Police; Alternativtitel Night Shift) ist ein Filmdrama von Anne Fontaine, das im Februar 2020 im Rahmen der Filmfestspiele in Berlin seine Premiere feierte und am 30. September 2021 in die deutschen Kinos kam.

## Handlung
Aristide, Virginie und Erik, drei Polizisten einer Pariser Polizeiwache, sollen einen abgewiesenen tadschikischen Asylbewerber zum Flughafen transportieren. Während der Fahrt kommt es zwischen der Frau und den beiden Männern zu moralischen Auseinandersetzungen, ob sie den Befehl befolgen oder den Gefangenen fliehen lassen sollen.

## Produktion
Der Film basiert auf dem Roman POLICE (2016) von Hugo Boris, der in mehrere Sprachen übersetzt und in einer deutschen Fassung unter dem Titel Die Polizisten veröffentlicht wurde. Regie führte Anne Fontaine.
Virginie Efira spielt die Polizistin Virginie, Omar Sy und Grégory Gadebois ihre Kollegen Aristide und Erik. In einer weiteren Hauptrolle ist Payman Maadi als Tohirov zu sehen.
Die Weltpremiere des Films erfolgte am 28. Februar 2020 im Rahmen der Filmfestspiele in Berlin, ein Kinostart in Frankreich war am 4. März 2020 geplant. Der deutsche Kinostart sollte ursprünglich am 5. November 2020 erfolgen, wurde aber aufgrund der COVID-19-Pandemie auf den 24. Dezember 2020 verschoben. Der neue Kinostart in Deutschland wurde auf den 30. September 2021 terminiert. Im Oktober 2021 wurde der Film beim Nuremberg International Human Rights Film Festival gezeigt.

## Rezeption

### Kritiken
Nathanael Brohammer, Filmkorrespondent der Gilde deutscher Filmkunsttheater, schreibt, abgesehen vom wie immer sympathisch gegen den Strich spielenden Omar Sy vermag der Film auch handlungstechnisch einige unerwartete Haken zu schlagen und fessele vor allem in der zweiten Hälfte, als sich die Spannung während der nächtlichen Pariser Irrfahrt peu à peu steigert. Die finale Message, dass sich humane Prinzipien auch entgegen gewisser Obligationen und Credos à la „Ausführen und Klappe halten“ durchsetzen lassen, gerate dann insgesamt aber doch ein bisschen zu artig beziehungsweise versöhnlich, wodurch Bis an die Grenze sein Potenzial zur nachwirkenden ethischen Reflexion teilweise unangetastet lasse. Die im Grunde clevere Erzählstruktur könne nicht vollständig kaschieren, dass Härten und Problematiken des polizeilichen Berufsalltags zwar angeschnitten, aber nicht allzu sehr vertieft werden.
Das Lexikon des internationalen Films urteilte: „Das überwiegend in einem Polizeiwagen spielende Drama gewinnt seine Effektivität weniger aus Positionen und Dialogen als aus den vielschichtig gespielten Figuren. Die ethischen Dilemmata im Umgang mit Flüchtlingen strahlen dabei auf die individuellen Konflikte der Protagonisten zurück, die durch den Druck der Situation zur Entscheidung gezwungen werden.“
Martin Schwickert schrieb in der Rheinischen Post: „Französische Polizeifilme werden mehr und mehr zu knallharten gesellschaftspolitischen Einlassungen. 'Bis an die Grenze' [...] bestätigt diesen Trend.“

### Auszeichnungen
Internationale Filmfestspiele Berlin 2020
- Nominierung für den Amnesty-International-Filmpreis[10]

## Synchronisation
Die deutsche Synchronisation entstand nach einem Dialogbuch von Annemarie Vogel und der Dialogregie von Monica Bielenstein im Auftrag der TaunusFilm Synchron GmbH, Berlin.
| Darsteller                | Synchronsprecher   | Rolle    |
| ------------------------- | ------------------ | -------- |
| Virginie Efira            | Katrin Zimmermann  | Virginie |
| Omar Sy                   | Sascha Rotermund   | Aristide |
| Grégory Gadebois          | Lutz Schnell       | Erik     |
| Thierry Levaret           | Tobias Lelle       | Herve    |
| Anne-Pascale Clairembourg | Katharina Spiering | Martine  |